# Georg (Heiliger)

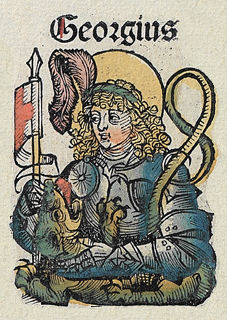
Darstellung des heiligen Georg als mittelalterlicher Ritter. In seinen Händen eine Lanze mit Georgskreuz-Banner und der Drache (Schedelsche Weltchronik, 1493)

Georg (lateinisch Georgius, neugriechisch Γεώργιος Geó̱rgios, koptisch Ⲅⲉⲟⲣⲅⲓⲟⲥ Georgios) ist ein legendärer christlicher Heiliger, welcher der Überlieferung zufolge zu Beginn der Christenverfolgung unter Diokletian (284–305) ein Martyrium erlitt. In den orthodoxen Kirchen wird er als Groß- bzw. Erzmärtyrer verehrt.
Historische Angaben zu seiner Person sind ungewiss. Aufgrund der Unklarheit darüber, inwieweit Georg tatsächlich eine historische Person oder aber lediglich eine Legendengestalt ist, wurde Georg in der römisch-katholischen Kirche 1969 aus dem römischen Generalkalender gestrichen, jedoch 1975 wieder eingefügt. Die Legende vom Drachentöter Georg, der das Land von einem tyrannischen Drachen befreit, wenn sich das Volk dafür taufen lässt, kam im 12. Jahrhundert auf und ist in der mittelalterlichen Textsammlung Legenda aurea überliefert.
Georg zählt zu den vierzehn Nothelfern. Er ist der Schutzpatron verschiedener Länder, Adelsfamilien, Städte und Ritterorden sowie der Pfadfinder. Der Vorname Georg (und seine sprachlichen Abwandlungen) gehört zu den beliebtesten Vornamen in Europa.
Sein Symbol in der Heraldik ist das Georgskreuz. Das rote Kreuz auf weißem Grund ist in vielen Wappen und Flaggen enthalten. Heiligenattribute, die neben dem Georgskreuz als Erkennungszeichen des Heiligen dienen, sind der Drache sowie seine Darstellung als Ritter mit Lanze auf einem Pferd; teils wird Georg auch mit dem Palmwedel des Martyriums dargestellt.

## Vita
Es gibt nur wenige Informationen über Georgs Leben, Pilgerberichte und Kirchenweihen sind jedoch bereits aus dem 4. Jahrhundert bezeugt, so dass also einiges für seine historische Existenz spricht.
Die Hauptelemente seines Lebens stammen aus der apokryphen Passio sancti Georgii des Pseudo-Pasikrates (Pasikrates oder Passekrates) aus dem Decretum Gelasianum von 496, der zufolge Georg um 275–280 in Mazaca in Kappadokien in eine griechische adlige christliche Familie geboren wurde. Sein Vater Gerontius soll zum Dienst in der römischen Armee nach Kappadokien gekommen sein. Seine Mutter Polychronia stammte aus der römischen Provinz Syrien-Palästina. Nach seiner Geburt war sein Gesundheitszustand kritisch, so dass ihn sein Vater sofort taufen ließ und das Kind überlebte.
Georg war zehn Jahre alt, als sein Vater auf dem Schlachtfeld starb. Seine Mutter kehrte nach Judäa zurück und ließ sich in der Region Lydda (Diospolis, dem heutigen Lod) nieder. Der militärische Ruhm seines Vaters verschaffte ihm Zugang zu einer guten Ausbildung. Mit fünfzehn Jahren ging er nach Nikomedia und wurde römischer Offizier. Kaiser Diokletian schlug ihn als Sohn seines ehemaligen Mitstreiters zum Ritter und machte ihn zum Oberhaupt seiner Privatgarde. Anschließend wurde Georg zum Tribun befördert und militärischer Anführer von Syrien, Palästina, Ägypten und Libyen. Daraufhin erhob ihn Diokletian zum Präfekten. In dieser Funktion war er für die oft problematischen Beziehungen zwischen den römischen Behörden und der lokalen Bevölkerung zuständig.
Doch der Prokonsul Maxentius stachelte Diokletian an, die Christenverfolgungen wieder aufzunehmen und sich für die Sakralisierung der politischen Macht durch die Einführung der Sonnenverehrung einzusetzen. Im Februar 303 ordnete der Kaiser per Edikt die Zerstörung christlicher Kirchen und die Verfolgung zunächst des hohen Klerus an, insbesondere der Bischöfe. Die Hauptkirche von Nikomedia wurde zerstört, liturgische Bücher verbrannt und Christen die staatsbürgerlichen Rechte und Privilegien entzogen. Georg versuchte erfolglos, den Kaiser zu beschwichtigen. Er gab ihm dann als Zeichen der Resignation sein Schwert und verließ Nikomedia, um in seine Heimatstadt zurückzukehren. In Mazaca fand er seine Mutter im Sterben, nach deren Tod er sein persönliches Vermögen an die Armen verteilte.
Unterwegs kam er durch Lydda, wo er eine persische Räuberbande vernichtete, deren Anführer den Namen Nahfr („Schlange“ oder „Drache“) trug. In Sumpfgebieten verschanzt schlug diese die gegen sie ausgesandten Truppen und erpresste von der Bevölkerung einen Tribut von zwei Schafen oder einem Sklaven pro Tag. Nachdem das Volk zugesagt hatte, sich zum Christentum zu bekehren, tötete Georg Nahfr mit dem Schwert und befriedete so die Region.
Zurück in Nikomedia besuchte er die inhaftierten Christen. Diokletian befahl ihm, sein Engagement für die Christen einzustellen und seinen Dienst wieder aufzunehmen. Er weigerte sich, und als er den Palast verließ, zerstörte er auf seinem Weg eine Tafel mit dem kaiserlichen Edikt, das den Kult des Apollon vorschrieb. Daraufhin wurde er verhaftet und gefoltert, was er wie durch ein Wunder überlebte. Dies löste zahlreiche Bekehrungen am Hofe aus, insbesondere die von Diokletians Frau Prisca, einer Prinzessin persischer Herkunft, und zweier weiterer orientalischer Konsuln, Anatol und Protol, sowie die des Gefängniswärters.
Georg wurde zum Tode verurteilt und am Freitag, dem 23. April 303, im Alter von etwa 22 Jahren, enthauptet. Seine Anhänger sammelten heimlich seine sterblichen Überreste ein, um ihn in Lydda zu begraben, an einem Ort, an dem bald eine ihm gewidmete Kirche gebaut wurde, dem gleichen Ort, an dem er „den Drachen“ (den Bandenführer Nahfr) besiegt hatte.

## Überlieferung
Die Quellenforschung an der Georgslegende deckt zwei Erzählkränze auf, wobei der Kampf mit dem Drachen später der Legende zugefügt wurde.

### Martyrium

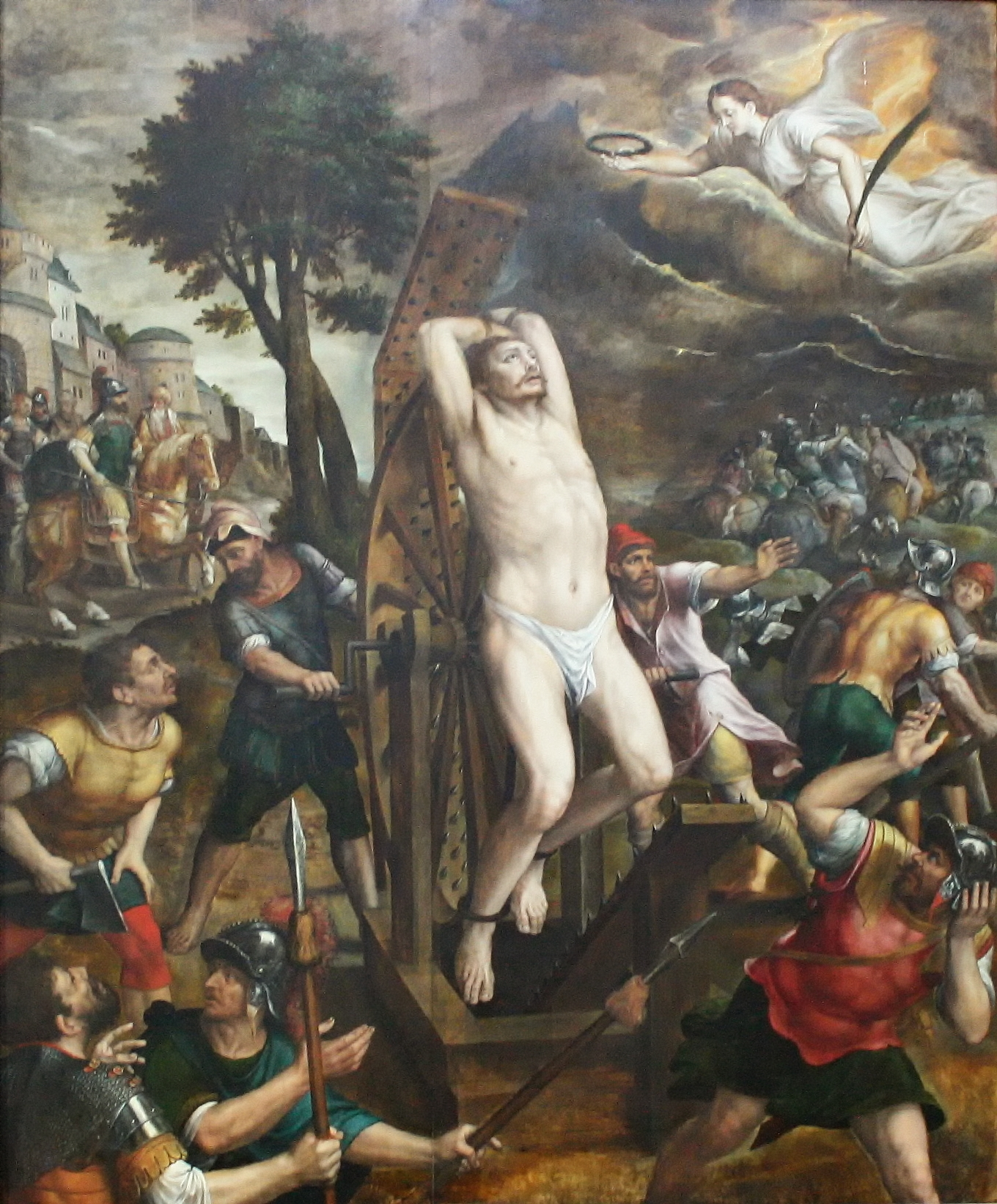
Georg wird gerädert (Michiel Coxcie, 1580er Jahre)

Eusebius berichtete in seiner Kirchengeschichte (Hist. eccl. 8,5), dass ein namentlich nicht genannter Angehöriger der Oberschicht während der Christenverfolgung unter Diokletian in Nikomedien das Martyrium erlitt. Dieser Anonymus wurde nachträglich mit Georg identifiziert.
Um den kleinasiatisch-syrischen Raum bildeten sich bald Legenden, die von unterschiedlichen Daten und Ereignissen berichten, jedoch als Kern der Aussage die Grausamkeit seines Martyriums und die Überwindung der Qual durch den Glauben enthalten. Georg setzte sich für unter Diokletian verfolgte Christen ein und wurde gefoltert, um ihn dazu zu bewegen, dem Christentum zu entsagen. Weitere Elemente betreffen in verschiedenen Quellen und späteren Zusätzen beispielsweise das christliche Armutsideal (Georg, dargestellt als edler Ritter, verschenkt sein Land an die Armen) und die Zerstörung von Götzenbildern heidnischer Tempel. Im Islam ist Georg unter dem Namen Circis (oder auch Cercis) bekannt und gilt als Prophet, der bestrebt war, das Christentum zu verbreiten.

### Drachentöter

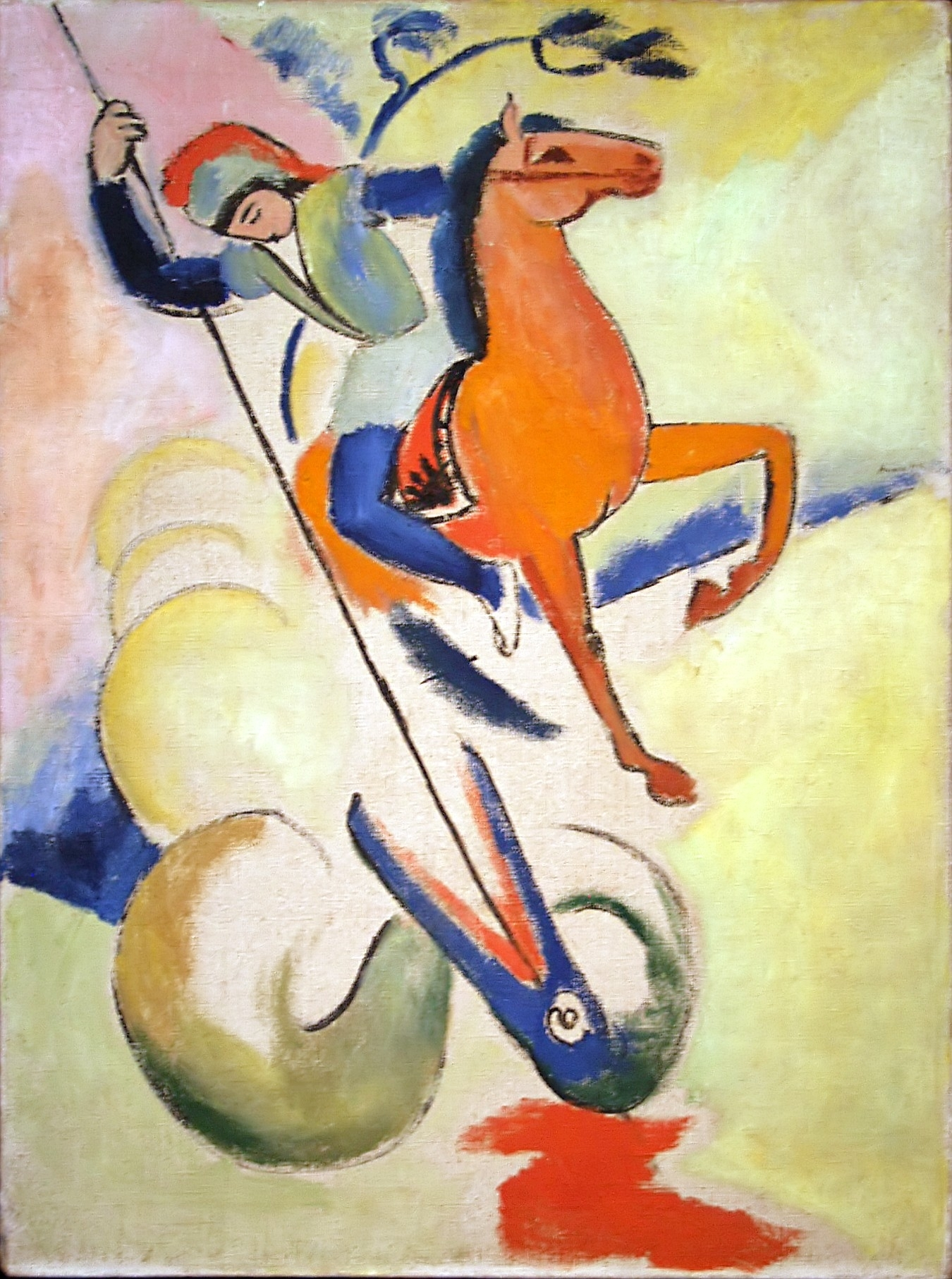
Georg im Kampf mit dem Drachen (August Macke, 1912)

Erstmals wurde der heilige Georg zur Zeit der Kreuzzüge im 12. Jahrhundert mit dem Begriff des Drachentöters in Verbindung gebracht, besonders durch die Legenda aurea des Jacobus de Voragine. Die Drachenlegende des Georg von Kappadokien ähnelt verschiedenen Rittermärchen. Georg rettet die jungfräuliche Königstochter vor einer Bestie, dem Drachen, indem er ihn schwer verletzt, wonach ihn die Jungfrau auf Geheiß zahm in die Stadt führt. Dort bringt Georg den König und das Volk dazu, sich taufen zu lassen, und erschlägt anschließend den Drachen. Die Jungfrau ist ein Opfer, das der Drache von der Bevölkerung fordert. Nach dem Erschlagen des Drachen ist das Land vom Bösen befreit. In verschiedenen Versionen der Legende wird von einer unterschiedlich großen Zahl von Menschen berichtet, die sich taufen lassen. Der Theologe Hubertus Halbfas weist darauf hin, dass Georg die Königstochter nicht heiratete, da die Taufe das inhaltliche Ziel der Legende ist. Der Drachenkampf symbolisiere den mutigen Kampf gegen das Böse. Die Sankt-Georgs-Bucht in Beirut hat nach dieser Legende ihren Namen erhalten, da der Kampf angeblich hier stattgefunden haben soll.

### Spätantike und frühmittelalterliche Reiseberichte über Palästina (6.–7. Jahrhundert)
Schon bald nach dem Tod des Heiligen bildete sich an dessen Grab in Diospolis, dem früheren Lydda und heutigen Lod (bei Tel Aviv), das Zentrum der orientalischen Georgsverehrung an der Kirche St. Georg. Der aus Nordafrika stammende Archidiakon Theodosius berichtete um 518/530 in seinem Reisebericht von Diospolis als Ort des Martyriums des heiligen Georg. Ein anonymer Pilger aus dem norditalienischen Piacenza erwähnt um 570 dasselbe. Erst die von dem irischen Abt Adamnanus († 704) vom Inselkloster Iona verfasste Pilgergeschichte des gallischen Bischofs Arculf, der um 680 Palästina bereiste, schildert ausführlicher einige orientalische Georgslegenden.

### Das althochdeutsche Georgslied (9.–11. Jahrhundert)
In einer Handschrift des ersten namentlich bekannten althochdeutschen Dichters Otfrid von Weißenburg (* um 800, † nach 870) trug an der Wende zum oder am Beginn des 11. Jahrhunderts ein unbekannter Schreiber die althochdeutsche Dichtung des Georgsliedes ein. Die Verse berichten von der Bekehrung, der Verurteilung, dem Martyrium und den Wundern des Heiligen. Der Text ist nur als Fragment überliefert.

### Legenden des Spätmittelalters (13.–15. Jahrhundert)

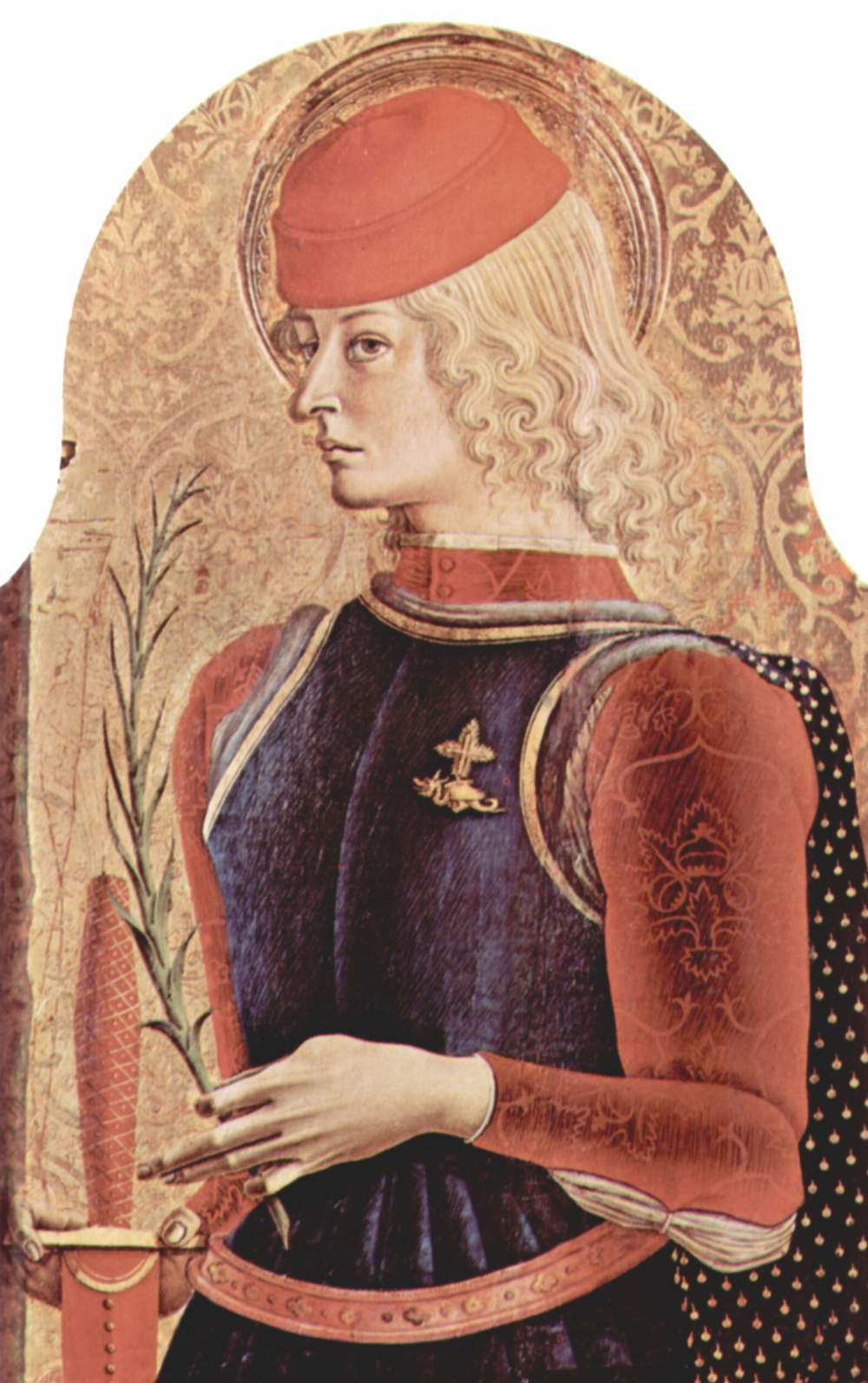
Georg als Ritter mit Märtyrerpalme (Carlo Crivelli, 1473)

Der umfangreichen Georgsverehrung im späten Mittelalter entsprachen die damals verbreiteten Georgslegenden, die sich bei den Gläubigen großer Beliebtheit erfreuten. Variationen und Bearbeitungen des Lebens und Leidens des Erzmärtyrers begleiteten die ganze mittelalterliche Geschichte. Bis ins 12. Jahrhundert war so der Drachenkampf und die Errettung der Prinzessin in die Georgslegende mit einbezogen worden, und die um 1263/67 verfasste Legenda aurea des Jacobus de Voragine (etwa 1230–1298), eine umfangreiche Sammlung von Heiligenviten, berichtet ausführlich über den Heiligen. Eine Georgslegende in Versform ist die Reinbots von Durne (um 1240), die sich am „Willehalm“ und „Parzival“ Wolframs von Eschenbach († um/nach 1220) anlehnt. Die Georgslegende Reinbots wurde dann im späten Mittelalter in die Prosafassung „Buch vom heiligen Georg“ umgeformt.

### Weitere Legenden

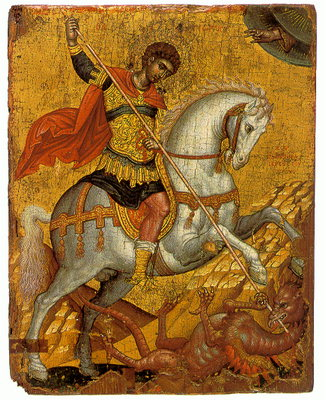
Georg der Drachentöter, Ikone von Emmanuel Tzanes, Kreta 17. Jahrhundert

Neben den beiden Hauptlegendensträngen, die im Mittelalter die Lebensgeschichte Georgs bildeten, gibt es weitere. So beispielsweise eine Legende, die berichtet, wie ein Drache mit Hilfe der Reliquie eines Fingers des heiligen Georg bezwungen wurde.
Das auf einem Wandmalereien-Zyklus in der Kirche in Pawnisi in Georgien dargestellte Wunder am jungen Paphlagonier (aus dem ausgehenden 12. Jh.) wird auch auf vielen Ikonen gezeigt. Das Sujet hat historischen Hintergrund: 917/918 wurde die byzantinische Armee vom bulgarischen Zaren Simeon I. bei Anchialos und Katasirti geschlagen. Die Legende erzählt, dass ein junger Paphlagonier in Gefangenschaft geriet und einem bulgarischen Adligen in der bulgarischen Hauptstadt Preslaw dienen musste. Eines Tages, als er ein Gefäß mit warmem Wasser ins Obergeschoss brachte, erschien ein Reiter und brachte ihn augenblicklich zu seinem Elternhaus in Paphlagonien zurück, als seine Eltern, die ihn für tot gehalten hatten, gerade die Trauerfeier für ihn begingen.
Wichtig für die Ausbreitung des Georgkultes in christlichen Ländern ist die Einnahme Jerusalems durch das Kreuzritterheer. Hierbei erschien Georg der Legende zufolge als weißer Ritter und half bei der Einnahme der Stadt.

### Reliquien
Dem heiligen Georg zugeschriebene Reliquien werden an verschiedenen Orten verehrt, etwa in Toulouse, wo er begraben sein soll. Das Haupt soll zunächst in Ferrara aufbewahrt worden sein und wird seit dem 8. Jahrhundert in Rom verehrt. Die Schädeldecke wird seit Ende des 9. Jahrhunderts in der St.-Georg-Kirche in Oberzell auf der Insel Reichenau aufbewahrt und verehrt. Weitere Reliquien gibt es in der Kirche San Giorgio in Portofino. Armreliquien und kleinere Reliquien, darunter seine Fahne, gibt es ebenfalls mehrere.

## Verehrung
Die Verehrung des heiligen Georg breitete sich im Vorderen Orient, Äthiopien und Ägypten aus. Im merowingischen Frankenreich ist die Georgsverehrung schon im 6. Jahrhundert bezeugt, die größte Popularität wurde Georg jedoch im Hochmittelalter zuteil. Im Zeitalter der Kreuzzüge und des Rittertums verbreitete sich der Kult um den orientalischen Märtyrer zusehends. Georg wurde zum Schlachtenhelfer bei der Eroberung Jerusalems durch die Kreuzfahrer (15. Juli 1099), wurde als Miles christianus, als „Soldat Christi“ zur Identifikationsfigur der Ritter und Krieger, zum Heiligen von Ritterorden wie dem gegen Ende des 12. Jahrhunderts entstandenen Deutschen Orden oder den Templern. In den letzten Jahrhunderten des Mittelalters war Georg der Patron von Städten, Burgen, Herrscherhäusern; er wurde zu den 14 Nothelfern gezählt. Die im Zeichen des heiligen Georg geschlossenen Schwureinungen (Austrags- bzw. Fehdegenossenschaften) des spätmittelalterlichen Ritteradels (zum Beispiel: Gesellschaften mit St. Jörgenschild) gehören ebenso hierher wie die Verehrung Georgs im städtischen Bürgertum.

### Deutscher Sprachraum (ab 896)

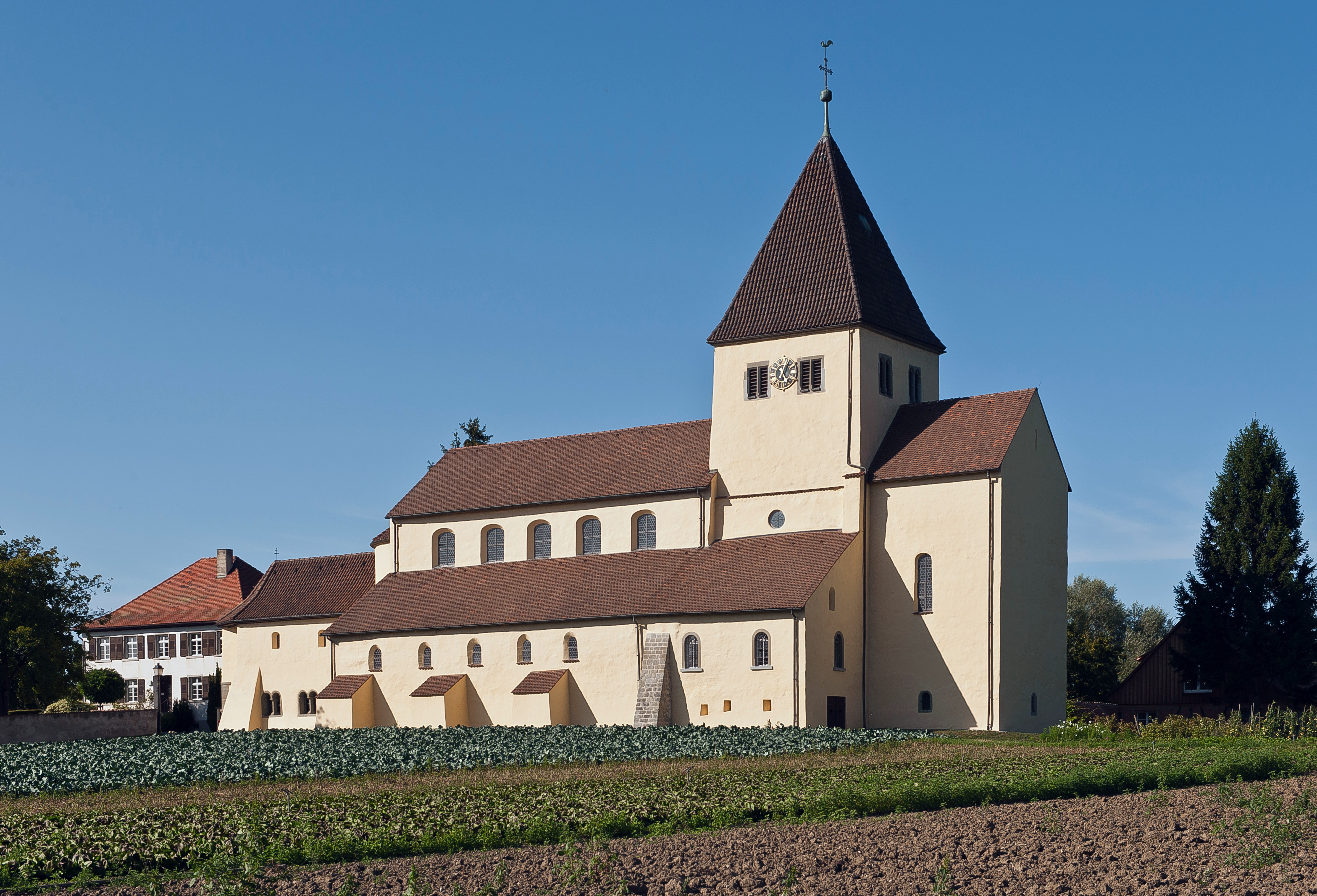
Georgskirche in Reichenau-Oberzell

#### Georgskirche auf Reichenau
In den ersten Jahrhunderten des Mittelalters waren Verehrung und Reliquien Georgs auch nach Italien und ins merowingische Frankenreich gelangt. Der Mainzer Erzbischof und Reichenauer Abt Hatto I. (891–913) erhielt 896 in Rom von Papst Formosus (891–896) Reliquien, die seitdem in der Georgskirche auf der Insel Reichenau verehrt wurden. Der durch den Mainzer Erzbischof eingeführte Kult um den heiligen Georg lässt sich auf der Insel Reichenau auch in den folgenden Jahrhunderten des hohen Mittelalters gut verfolgen.
Ob das althochdeutsche Georgslied an den Bodensee gehört, ist umstritten. Um die Mitte des 11. Jahrhunderts verfasste der bekannte Historiograf Hermann von Reichenau (1013–1054) eine Historia sancti Georgii („Geschichte des heiligen Georgs“), eine lateinische Dichtung, die verloren gegangen ist. Aus einer Reichenauer Handschrift des 12. Jahrhunderts stammen schließlich mehrere mit Neumen, der mittelalterlichen Notenschrift versehene, lateinische Zeilen, ein Loblied auf den Märtyrerheiligen.

#### Erzbischof Anno II. von Köln (11. Jahrhundert)

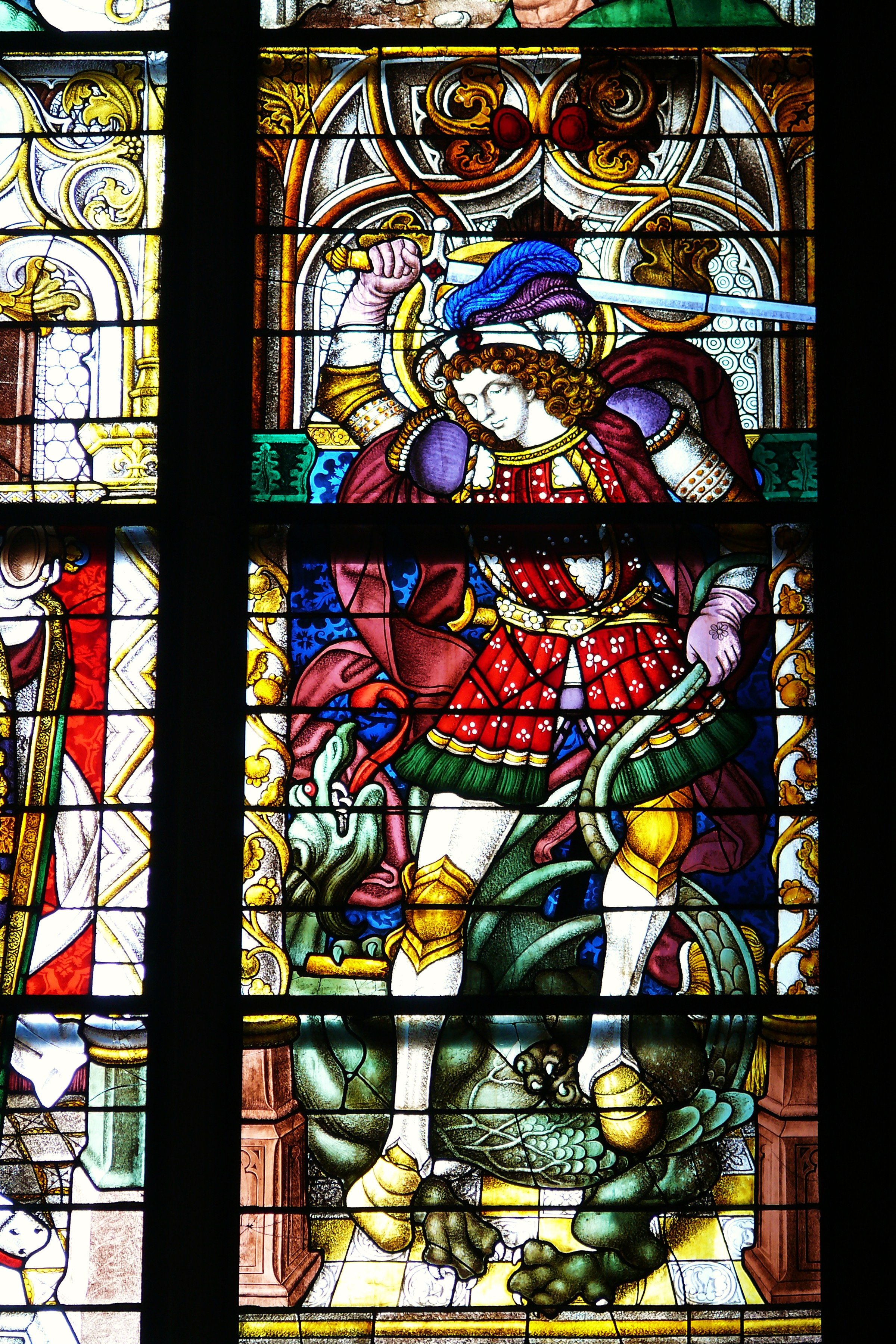
St. Georg im Nordfenster des Kölner Doms

Als Beispiel für eine starke Georgsverehrung im deutschen Sprachraum kann die Person des heiligen Kölner Erzbischofs Anno II. (1010–1075) dargestellt werden. Anno stammte aus St. Gallen, wo seit der Wende zum 9. Jahrhundert der Georgskult belegt ist. Auch während Annos geistlicher Ausbildung in Bamberg, an der unter anderen dem heiligen Georg geweihten Domkirche, war der Heilige präsent. Somit war es folgerichtig, dass Anno weiter der Georgsverehrung anhing. Sichtbares Zeugnis ist die Gründung des Kölner Georgstifts in den Jahren 1056/1058. Vielleicht bewohnte Anno zeitweise auch ein Haus unmittelbar an St. Georg, das mit einer Georgskapelle ausgestattet war. Auch die Georgsverehrung im Kloster Siegburg, ebenfalls einer Gründung Annos, ist wahrscheinlich durch den Erzbischof vermittelt worden. Aus den folgenden Jahrhunderten sind dann weitere Zeugnisse des Georgskultes überliefert, die mit der Heiligenverehrung Annos in Verbindung gebracht werden können: Der Siegburger Benignusschrein, um 1190 entstanden, zeigt auf seiner rechten Seite die Heiligen Anno, Erasmus, Georg und Nikolaus. Der im Kölner Kloster St. Pantaleon um 1186 gefertigte Albinusschrein bildet ebenfalls – unter den sieben christlichen Haupttugenden – den Märtyrer ab. Umgekehrt waren im Kölner Georgstift Reliquien des Erzbischofs Anno zu finden.

#### St. Georgen im Schwarzwald (11. Jahrhundert)

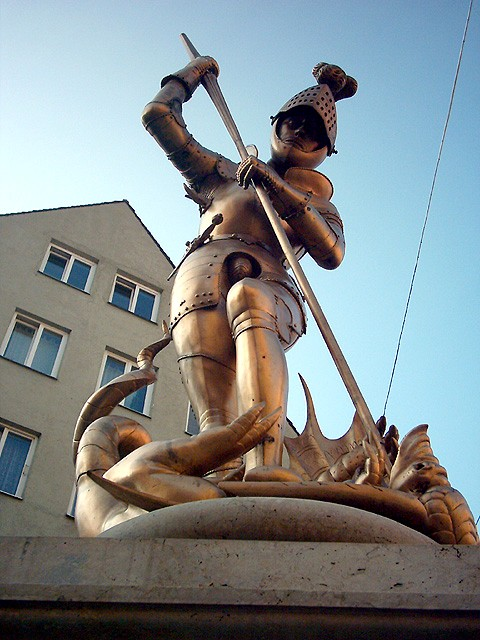
Georgsbrunnen in Augsburg

Das Kloster Sankt Georgen im Schwarzwald geht zurück auf die Georgsverehrung auf der Insel Reichenau, die die Reichenauer Klostervögte, die im 11. Jahrhundert aus der Familie des St. Georgener Klostergründers Hezelo stammten, beeinflusst haben muss. Ihr Gebetshaus bei ihrer Stammburg in Königseggwald war wohl an der Wende vom 10. zum 11. Jahrhundert dem heiligen Georg geweiht und mit entsprechenden Reliquien versehen worden. Im Zuge der Schwarzwälder Klostergründung Hezelos und Hessos (1084/1085) gelangten Reliquien des Heiligen schließlich nach St. Georgen im Schwarzwald und führten zur Namensstiftung.

#### Patron der Ritter
Nachdem Georg Schutzpatron der Ritter und Kriegsleute geworden war, wurde seine Rolle auch durch den Deutschen Orden weiter gefördert, so beispielsweise in Polen und im Baltikum. Noch heute ist er Nationalheiliger von Litauen. Neben dem Hosenbandorden stehen ein wittelsbacher, ein bourbonischer und ein russischer Georgsorden unter seinem Patronat.
Der habsburgische Kaiser Maximilian I. (1459–1519), der auch den Beinamen „der letzte Ritter“ trägt, lässt Sankt Georg in seinen Stammbaum eintragen und macht ihn zum Schutzherren seiner Familie. Beigesetzt ist Maximilian in der St.-Georgs-Kirche in Wiener Neustadt.

#### Brauchtum/Darstellung
Neben den beschriebenen Verbreitungsanfängen und Beispielen der Verehrung im deutschen Sprachraum durch Kirchen und Klöster, Adel und Rittertum sowie in Dichtung und Literatur spielt Georg auch im Volksglauben eine Rolle. So bildet seine Drachenlegende vermutlich die Vorlage zum Further Drachenstich (ab 1590), der bis zum Verbot Teil der Further Fronleichnamsprozession war.
Um Georg bildeten sich auch wichtige Bauernregeln heraus. Beispielsweise durften ab dem Georgstag (23. April) die Felder nicht mehr betreten werden.
Das Haus Ritter St. Georg in Braunschweig ist nach ihm benannt und auf der Nordseite des Freiburger Schwabentors findet sich seit 1903 sein Bild.

### England
Der heilige Georg (englisch Saint George) war Schutzpatron von Richard Löwenherz und seinen Nachkommen und wurde auf der Synode von Oxford im Jahr 1222 zum Schutzpatron ganz Englands bestimmt.
Verschiedene Orden, wie der Hosenbandorden (der auch Orden des heiligen Georg in England genannt wurde), der Order of St Michael and St George, das Georgs-Kreuz oder die George Medal leiten ihre Bezeichnung von dem Heiligen ab. Edward III. (1312–1377) ließ ihm die Georgskapelle in Schloss Windsor errichten. William Shakespeare lässt in seinem Theaterstück Heinrich V. (1600) die Soldaten ausrufen „Gott mit Heinrich! England! Sankt Georg!“.

Das Georgskreuz in der Flagge Englands

Dem roten Georgskreuz kommt vor allem Bedeutung in der Handels- und Kriegsgeschichte des Landes zu. Es gilt als eines der ersten Zeichen, die das Land repräsentieren. Das Kreuz auf weißem Gewand wird zur Kleidung der englischen Soldaten. Um 1277 wird die Flagge Nationalfahne und geht später auch in den Union Jack ein. Als Zeichen Englands zieht es mit den Eroberungen der englischen Krone um die Welt und wird in Wappen, Handels- und Kriegsflaggen einiger ehemaliger Kolonien aufgenommen. Noch heute ist das White Ensign mit dem Georgskreuz die Kriegsflagge des Vereinigten Königreichs und weiterer Commonwealth-Staaten.
Auch über die Kirche von England verbreiteten sich die Symbole Georgs. Beispielsweise nutzt die Episkopalkirche der Vereinigten Staaten ebenfalls das Georgskreuz, auch wenn der Gedenktag des Heiligen im aktuellen Kalender des Book of Common Prayer aus dem Jahr 1979 nicht mehr erscheint.
1894 wurde die Royal Society of St. George gegründet.

### Georgien
In Georgien entsteht der Mythos des Weißen Georg, Tetri Giorgi, bezeugt seit der Mitte des 9. Jahrhunderts. Georgische Ethnologen stellen die Entstehung des Namens in einen Zusammenhang mit einem heidnischen Mondgott, dem mythologischen Krieger Giorgi. Er soll in den Augen der Bevölkerung später mit dem Schutzheiligen Georgiens, dem Heiligen Georg, verschmolzen sein. Giorgi besitzt die kämpferischen Eigenschaften Georgs und kämpft gegen Ungerechtigkeit.
Dem Mythos nach griff der Heilige persönlich in Kämpfe gegen Georgiens Feinde ein. Er soll am 12. August 1121 an der Schlacht am Didgori gegen die Seldschuken und 1659 am Bachtrioni-Aufstand gegen die Perser teilgenommen haben.
Eine andere Legende berichtet, der Heilige sei nach dem Tod in 365 Stücke zerteilt und seine sterblichen Überreste in ganz Georgien bestattet worden. Viele Kirchenbauten in Transkaukasien sollen auf Bestattungsorten Georgs errichtet worden sein.

### Vorderasien
In Vorderasien verehren die arabischen Christen in Israel, Palästina, Libanon, Syrien und Jordanien Georg unter dem Namen Mār Dschirdschis (arabisch مار جرجس, DMG Mār Ǧirǧis) und setzen ihn mit al-Chidr gleich. Über vielen Haustüren sind Bilder oder Reliefs des Heiligen angebracht und in den meisten Wohnungen gibt es ein Georgsbild. Statt eines Christophorus-Bildes gibt es Georgsplaketten in den Autos. Besucher des Grabes in Lod bringen Fläschchen mit Olivenöl mit, denn Öl, das mit der Grabplatte in Berührung kommt, wird heilende Wirkung zugesprochen. Der Weihetag der Kirche in Lod (3. November nach dem Julianischen Kalender) wird alljährlich feierlich begangen und ist der Beginn für das Weihnachtsgeschäft.

## Gedenktag
| Katholisch | Evangelisch                                                                      | Anglikanisch                                 | Orthodox (außer Georgien und Bulgarien) | Orthodox (Bulgarien)                              | Georgisch             |
| --- | -------------------------------------------------------------------------------- | -------------------------------------------- | --- | ------------------------------------------------- | --------------------- |
| 23. April | 23. April                                                                        | 23. April                                    | 23. April | 6. Mai                                            | 23. November          |
| Nichtgebotener Gedenktag im Allgemeinen Römischen Kalender                                                        | Gedenktag im Evangelischen Namenkalender der Evangelischen Kirche in Deutschland | Gedenktag in manchen anglikanischen Kirchen* | Oder am 6. Mai.** Wenn der Feiertag in die Woche vor dem östlichen Ostersonntag fällt, dann verschiebt sich der Gedenktag zum östlichen Ostermontag. | gesetzlicher Feiertag, Tag der bulgarischen Armee | gesetzlicher Feiertag |
| * z. B. in der Kirche von England, nicht jedoch in der Episkopalkirche der Vereinigten Staaten von Amerika        |                                                                                  |                                              | |                                                   |                       |
| ** Die Altkalendarier feiern in den Jahren 1900 bis 2099 am westlichen 6. Mai, den 23. April des alten Kalenders. |                                                                                  |                                              | |                                                   |                       |

## Patronate

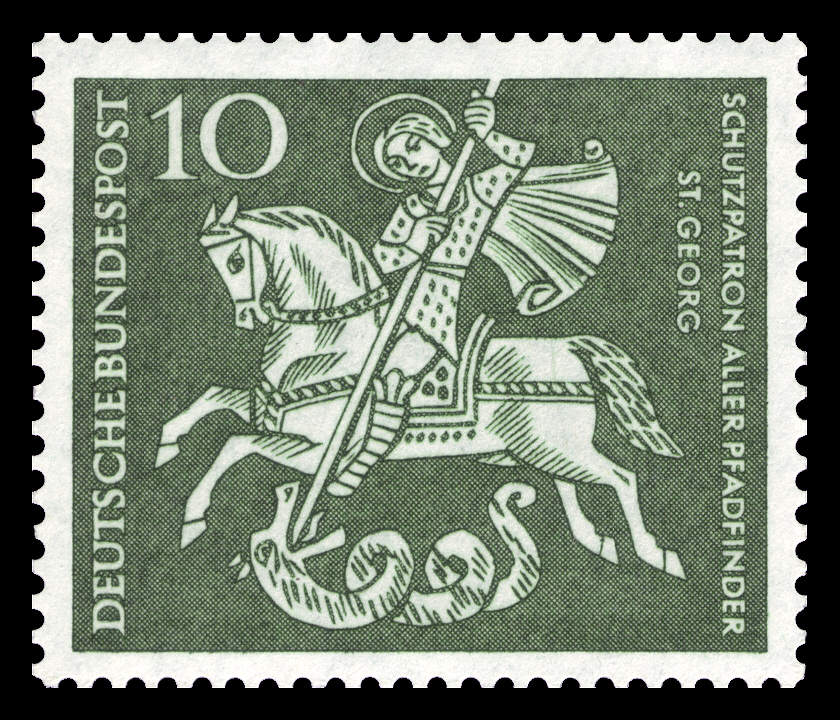
Briefmarke der Deutschen Bundespost (1961) mit dem heiligen Georg als Schutzpatron der Pfadfinder

| Länder und Regionen  |
| -------------------- |
| Albanien             |
| Aragonien            |
| Äthiopien            |
| Byzantinisches Reich |
| England              |
| Georgien             |
| Kappadokien          |
| Katalonien           |
| Litauen              |
| Malta                |
| Montenegro           |
| Palästina            |
| Portugal             |
| Russland             |
| Serbien              |
| Sizilien             |
| Tirol                |

| Zuständigkeit              |
| -------------------------- |
| gegen Fieber               |
| gegen Hautkrankheiten      |
| gegen Herpes labialis      |
| gegen Kriegsgefahren       |
| gegen die Pest             |
| Spitäler und Siechenhäuser |
| gegen Syphilis             |
| gegen Versuchung           |
| für das Vieh               |
| für gutes Wetter           |

| Berufe und Gruppen                                  |
| --------------------------------------------------- |
| Feuerwehr                                           |
| Bauern                                              |
| Bergleute                                           |
| Böttcher                                            |
| Feldarbeiter                                        |
| Fremdenlegionäre des 1. Kavallerie-Fremdenregiments |
| Gefangene                                           |
| Pfadfinder                                          |
| Reiter                                              |
| Ritter und Ritterorden                              |
| Sattler                                             |
| Schmiede                                            |
| Schlachter                                          |
| Soldaten                                            |
| Wanderer                                            |

| Städte und Inseln                     |
| ------------------------------------- |
| Amersfoort (Niederlande)              |
| Bad Aibling (Deutschland)             |
| Bad Brückenau (Deutschland)           |
| Bamberg (Deutschland)                 |
| Barcelona (Spanien)                   |
| Beit Jala (West Bank)                 |
| Bensheim (Deutschland)                |
| Bocholt (Deutschland)                 |
| Dzierżoniów (Polen)                   |
| Eisenach (Deutschland)                |
| Ferrara (Italien)                     |
| Freiburg im Breisgau (Deutschland)    |
| Genua (Italien)                       |
| Gozo (Malta)                          |
| Gößnitz (Deutschland)                 |
| Grebenstein (Deutschland)             |
| Haldern (Deutschland)                 |
| Hattingen (Deutschland)               |
| Heide (Holstein)                      |
| Hemau (Deutschland)                   |
| Kaltbrunn (Schweiz)                   |
| Konstantinopel (Türkei)               |
| Kraubath an der Mur (Österreich)      |
| Limburg a. d. Lahn (Deutschland)      |
| Ljubljana (Slowenien)                 |
| Lod (Israel)                          |
| London (UK)                           |
| Mainz-Bretzenheim (Deutschland)       |
| Moskau (Russland)                     |
| Pasičina (Kroatien)                   |
| Piran (Slowenien)                     |
| Ptuj (Slowenien)                      |
| Reggio Calabria (Italien)             |
| Riedlingen (Deutschland)              |
| Rio de Janeiro (Brasilien)            |
| Schwarzenberg/Erzgeb. (Deutschland)   |
| Skyros (Griechenland)                 |
| St. Georgen (Deutschland)             |
| Staševica (Kroatien)                  |
| Stein am Rhein (Schweiz)              |
| Villeneuve-Saint-Georges (Frankreich) |

### Weitere Orte
- deutsch: St. Georgen, St. Jürgen, St. Jöris, Sankt Jörg
- sowie Saint George (englisch), Saint Georges (französisch), Sint-Joris (niederländisch), San Giorgio (italienisch), San Jorge (spanisch), Sant Jordi (katalanisch), São Jorge (portugiesisch), Svätý Jur (slowakisch), Agios Georgios (griechisch), Sveti Juraj (kroatisch)

Spezielles
- Georgsinsel
- Georgenstein (Isar)
- Georgia
- Georgetown
- Georgsbrunnen
- Georgenberg, St.-Georgs-Kanal, St.-Georgs-Mündung der Donau
- Georgensgmünd
- Deutsche Pfadfinder*innenschaft Sankt Georg
- Pfadfinderinnenschaft St. Georg
- Sankt Jørgens Sogn
- Sankt Jørgens Kirke in Landet Sogn, Dänemark
- St. Georg (Zeitschrift) (für Reiter, Georg ist Schutzpatron)
- St.-Georg-Schanze (Winterberg)

### Bedeutende Sakralbauten
- Bamberger Dom

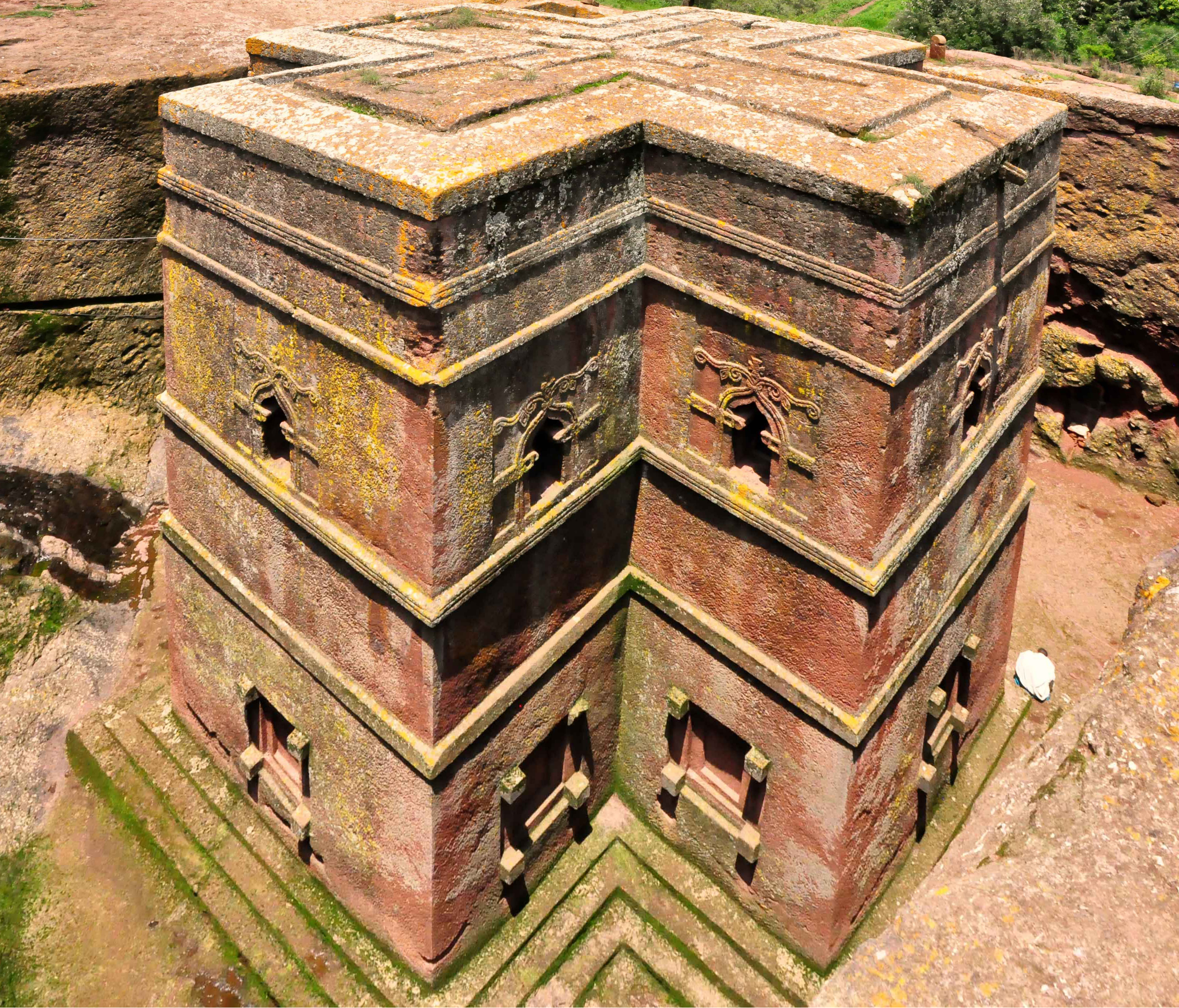
Die koptisch-orthodoxe Georgskirche Bet Giyorgis, eine der Felsenkirchen von Lalibela (Äthiopien)

- Bete Giyorgis, Felsenkirche in Lalibela (Äthiopien)
- Georgskirche in Reichenau-Oberzell
- Münster St. Georg in Dinkelsbühl
- Evangelische Pfarrkirche St. Georg in Nördlingen
- Katholische Pfarrkirche St. Georg in Wien-Kagran
- St.-Georg-Kirche (Bocholt)
- Kloster St. Georg in Leipzig (Georgennonnenkloster)
- Kloster St. Georgen im Schwarzwald
- Zisterzienserinnenkloster St. Jöris und Pfarrkirche St. Georg in St. Jöris (frz. St. George)
- Limburger Dom, auch Georgsdom genannt. Die Kathedrale des Bistums Limburg
- Sogn Gieri aus dem 10. Jahrhundert bei Rhäzüns im Kanton Graubünden in der Schweiz
- Deir Mar Georges in Syrien, das Kloster soll über der Höhle des Drachen erbaut sein, den Georg tötete
- Kath. Kirche St. Georg in Nonn bei Bad Reichenhall
- Christkath. Kirche St. Georg in Zuzgen (Schweiz)
- Kloster St. Georgen in Stein am Rhein (Schweiz)
- Moschee des Propheten Dschirdis in Mossul (Irak)

## In der Kunst

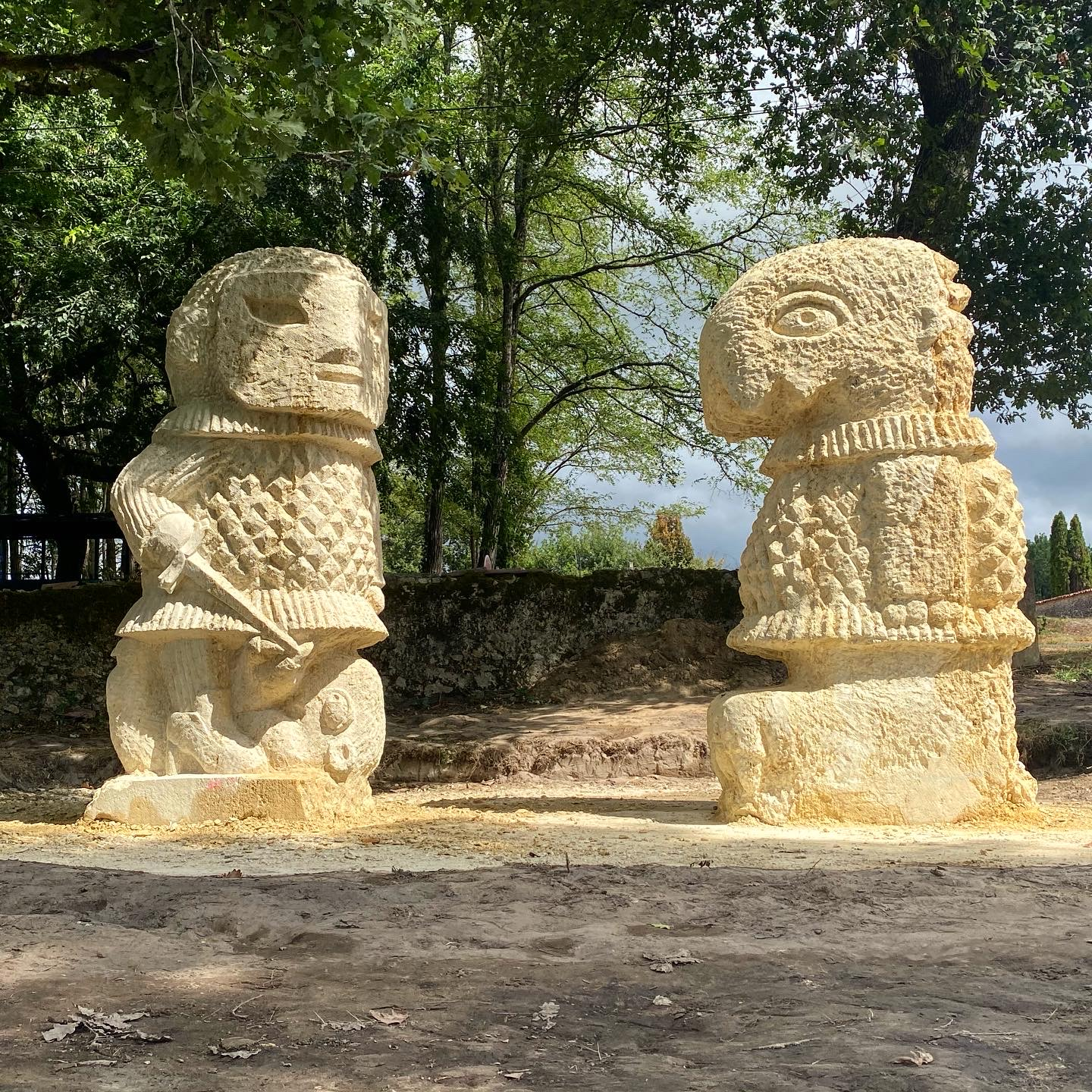
Stefan Rinck, 2020
Steinmetzskulptur
Saint Georges et son Dragon de Compagnie
Bélis, Frankreich

Der heilige Georg war und ist zu allen Zeiten ein beliebtes Motiv in der Kunst. Die vermutlich älteste gesicherte Darstellung ist ein Fresko aus dem 6. Jahrhundert in Ägypten. Die bekanntesten Gemälde stammen vielleicht von Albrecht Dürer (Paumgartner-Altar, 1503, Alte Pinakothek München), Donatello und Georg und Michael von Raffael im Pariser Louvre. Die wohl umfassendste Darstellung verschiedener Georgslegenden ist mit dem Bilderzyklus im Schloss Jindřichův Hradec in Neuhaus/Böhmen geschaffen worden. Im Ostseeraum ist die kolossale Reitergruppe des St. Georg als Drachentöter des Lübecker Bildhauers Bernt Notke, 1489 gefertigt für den schwedischen Reichsverweser Sten Sture in der Nikolaikirche von Stockholm, herausragend für das ausgehende Mittelalter. Ein Gipsabguss der Stockholmer Gruppe steht in der Lübecker Katharinenkirche. Im St.-Annen-Kloster Lübeck befindet sich eine weitere Skulpturengruppe des Lübecker Künstlers Henning von der Heyde im Dreiviertelformat. Unter der Vielzahl der Darstellungen ist auch die Bronzegruppe von Georg und Martin von Klausenburg (1373) im Prager Burghof erwähnenswert. Von August Kiss wurde 1865 das Bronzedenkmal des reitenden Georg, der einen Drachen tötet, geschaffen, das ursprünglich im Hof des Berliner Schlosses stand und 1987 in das Berliner Nikolaiviertel gelangte. Sehenswert ist auch das vergoldete Denkmal des St. Georg in der thüringischen Stadt Eisenach, das ihn mit einem Drachen zeigt.

Malereien
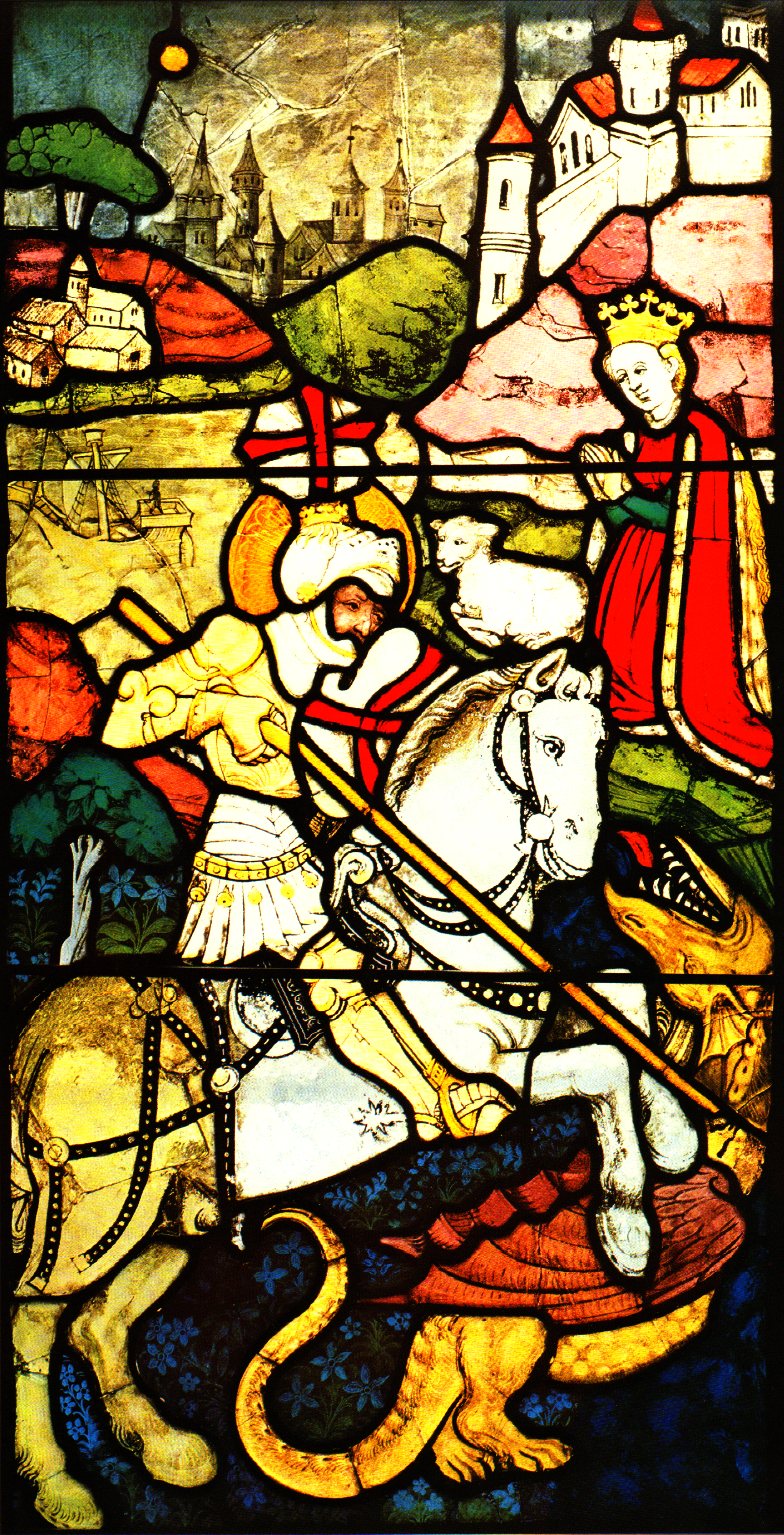
Glasmalerei im Ulmer Münster (Hans Acker, um 1440)
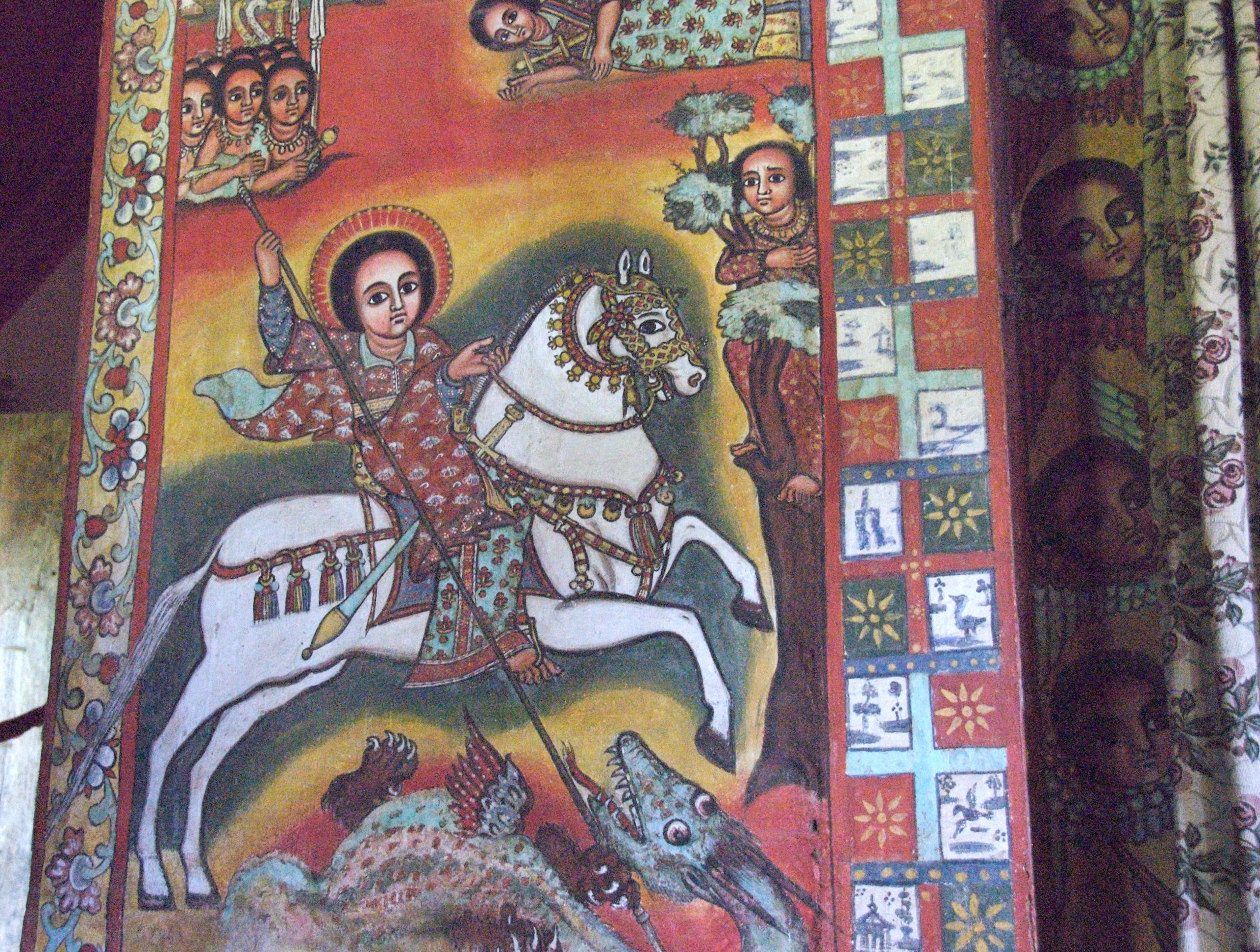
Fresko in der Kirche von Narga Selassie auf der Insel Dek im Tanasee, Äthiopien (18. Jhd.)
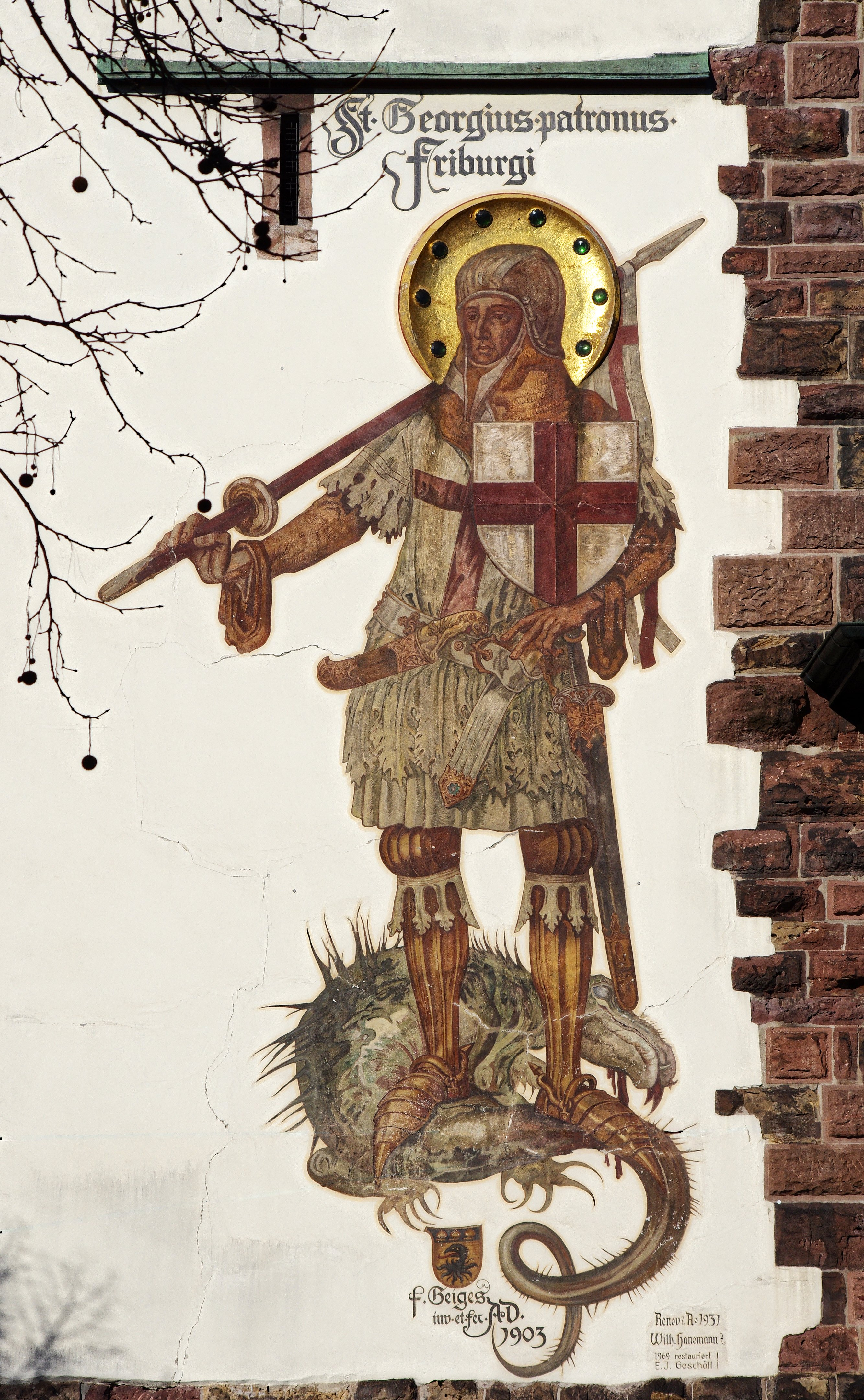
Wandgemälde am Schwabentor in Freiburg im Breisgau (Fritz Geiges, 1903)
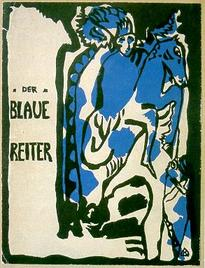
Umschlagillustration zum Almanach Der Blaue Reiter (Farbholzschnitt von Wassily Kandinsky, 1911/1912)

Reiterstandbilder
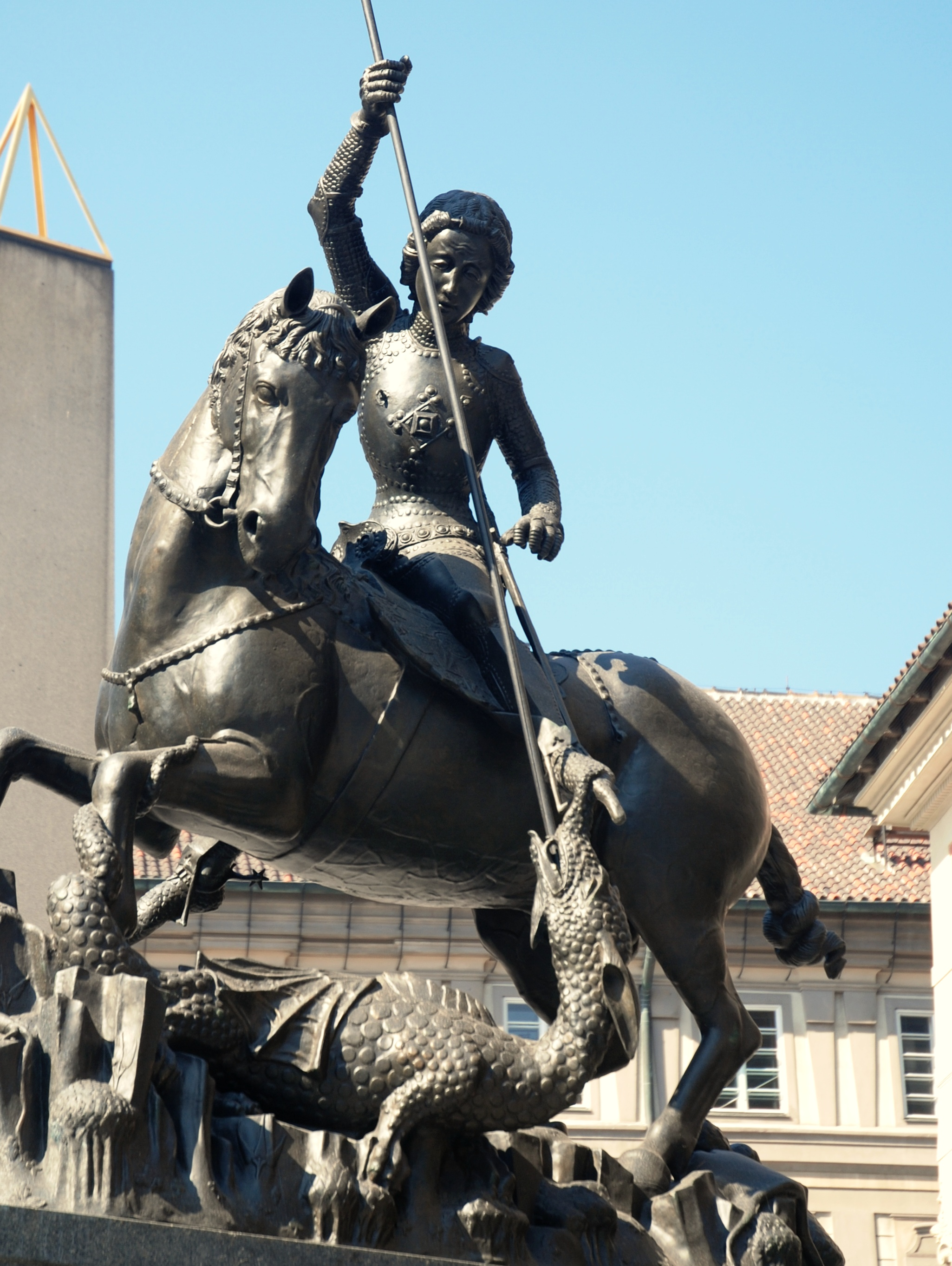
Säule vor dem Veitsdom in Prag (1373, Replik)
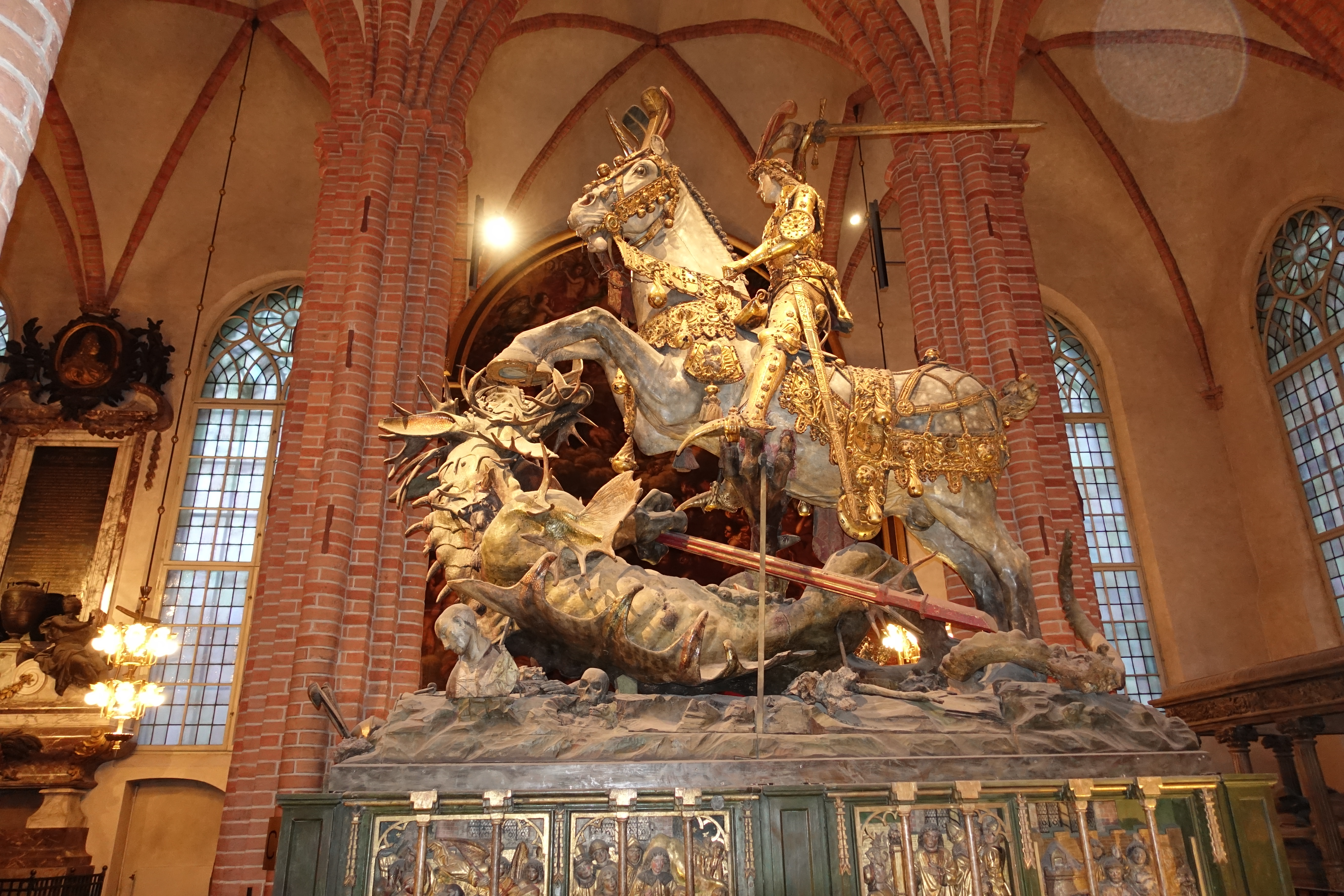
Statue von Bernt Notke in der Stockholmer Nikolaikirche von Stockholm
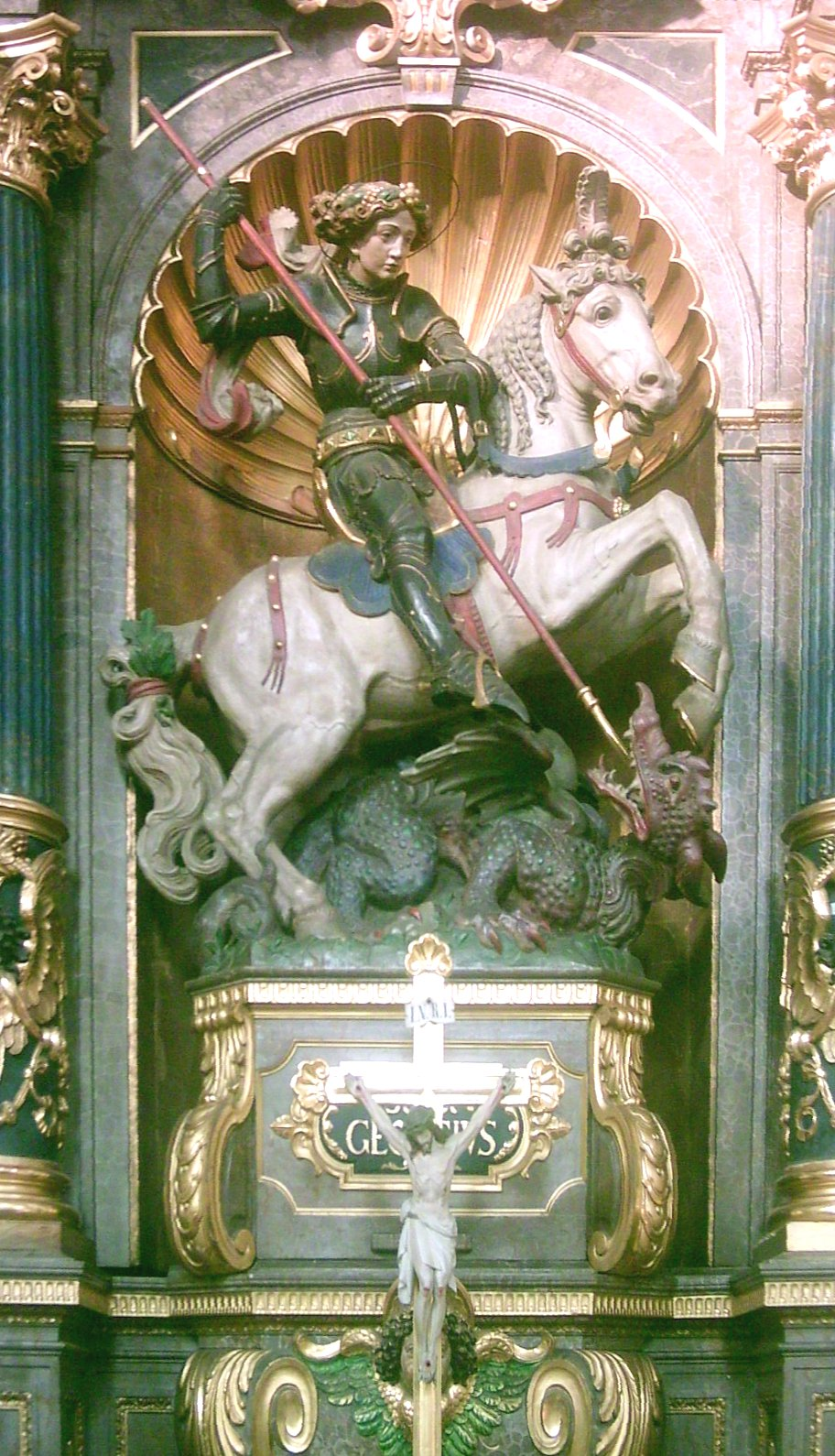
Statue in der Neuen Pfarrkirche St. Margaret von München-Sendling (frühes 16. Jhd.)
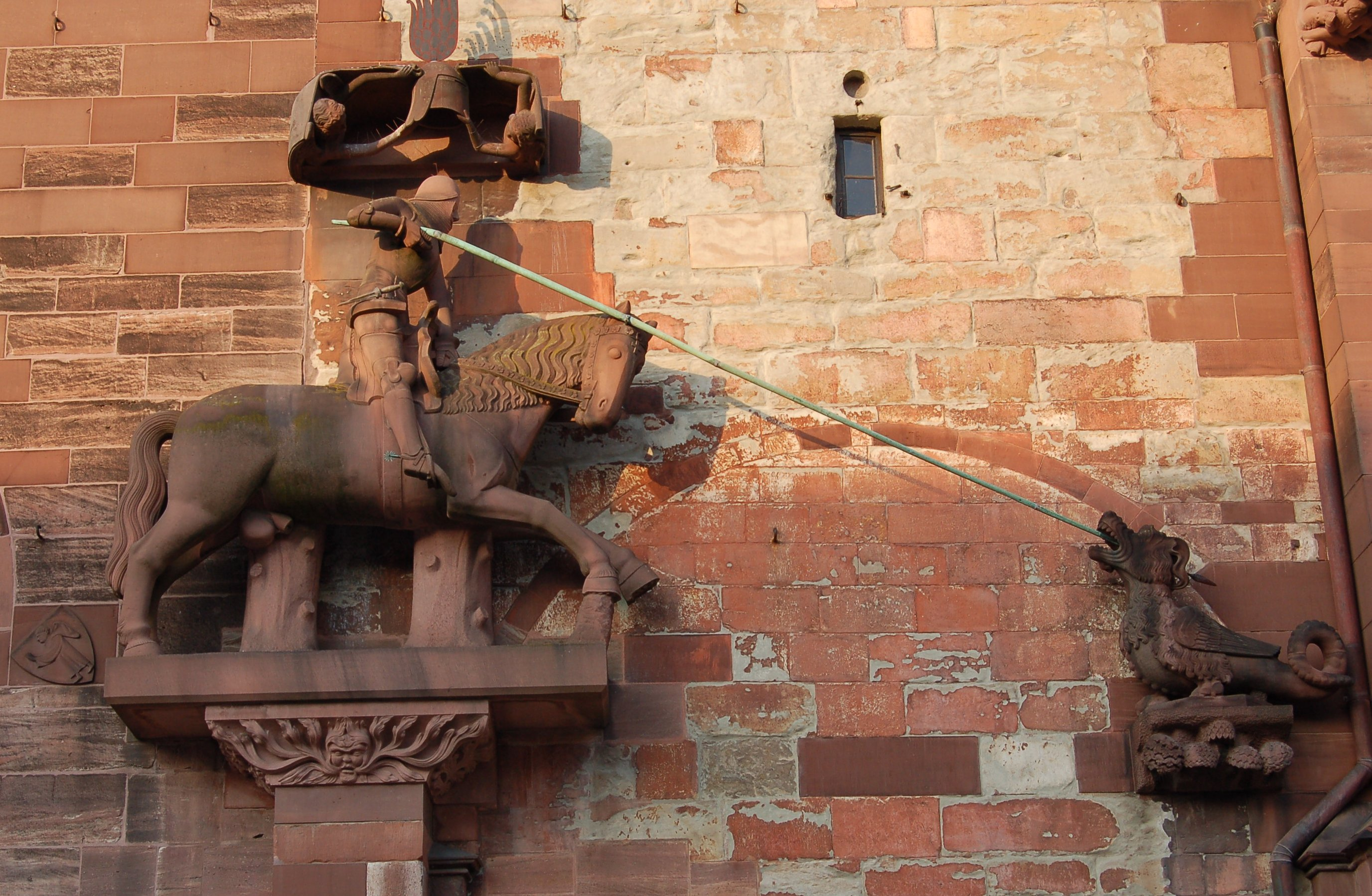
Statue am Basler Münster

## Musik
In dem Song Flash of the Blade, der sich auf dem Album Powerslave von 1984 befindet, besingt die britische Metal-Band Iron Maiden den heiligen Georg als Drachentöter.

## Heraldik
Thomas Fuller bezeichnete 1647 das Georgskreuz als Mutter aller anderen, womit er alle anderen heraldischen Kreuze jeder Art gemeint hat. Weit verbreitet in der abendländischen Kunst wurde St. Georg ein rotes Kreuz auf weißem Feld zugeschrieben, das Georgskreuz.
St. Georg ist unter anderem in folgenden Wappen dargestellt:

Heide (St. Jürgen)
Weilheim, Landkreis Tuttlingen
Haldern
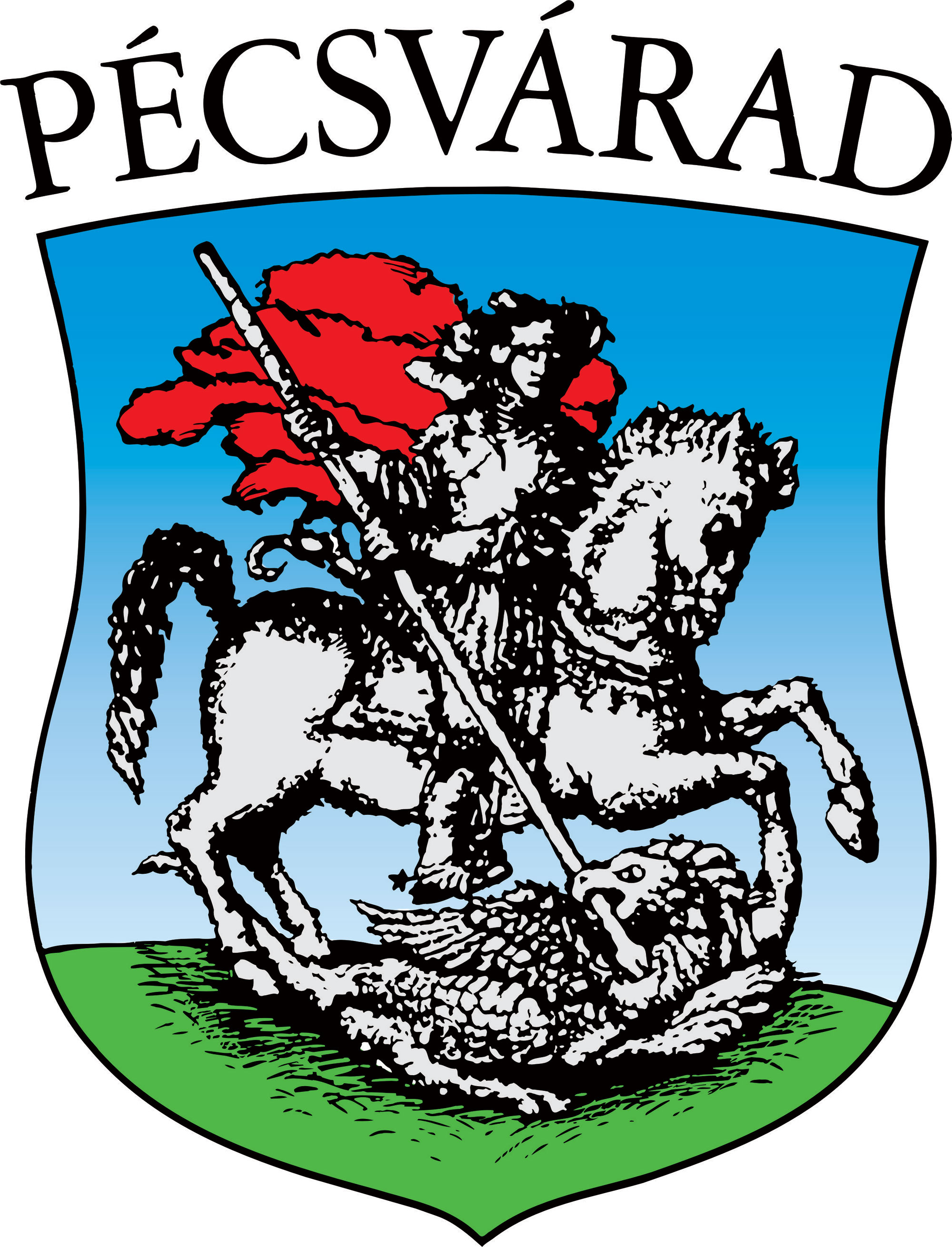
Pécsvárad

## Numismatik
Der heilige Georg ist unter anderem auf folgenden Münzen dargestellt:

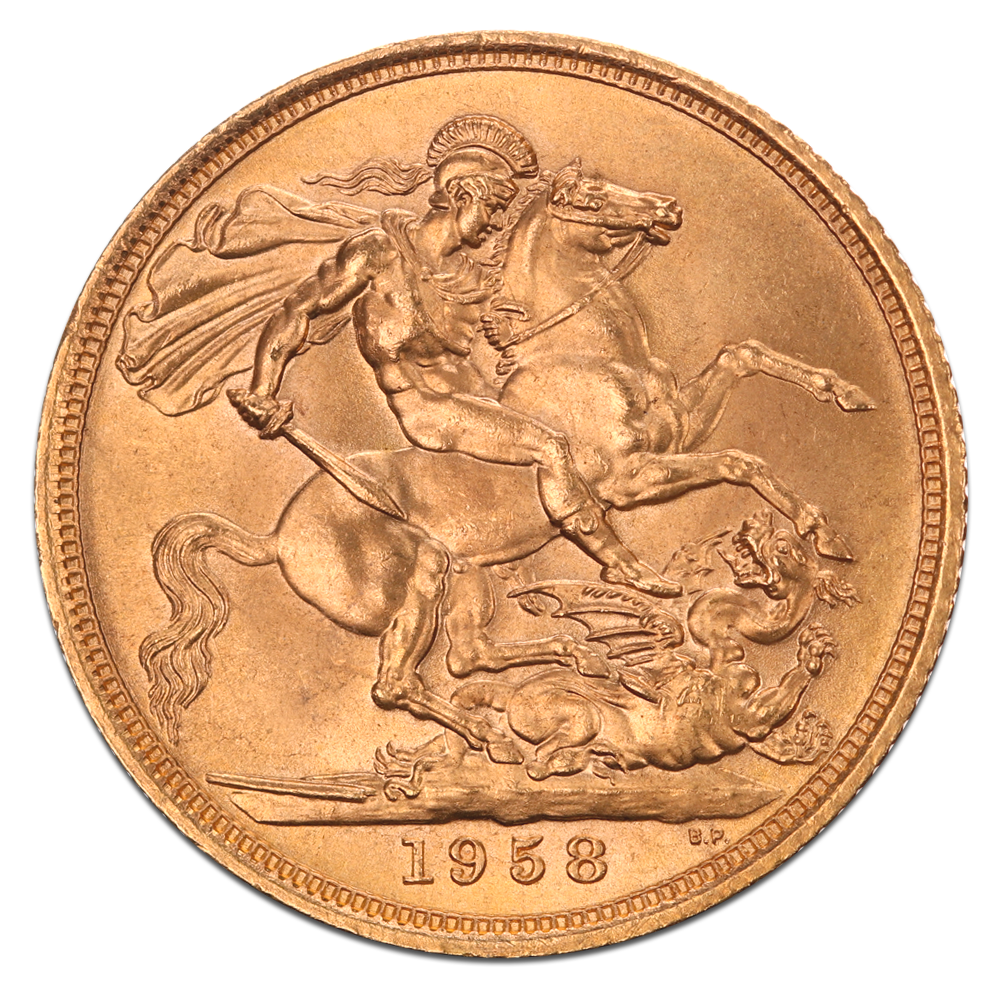
Revers eines britischen Sovereigns mit der Darstellung Georgs im Kampf mit dem Drachen (1958)
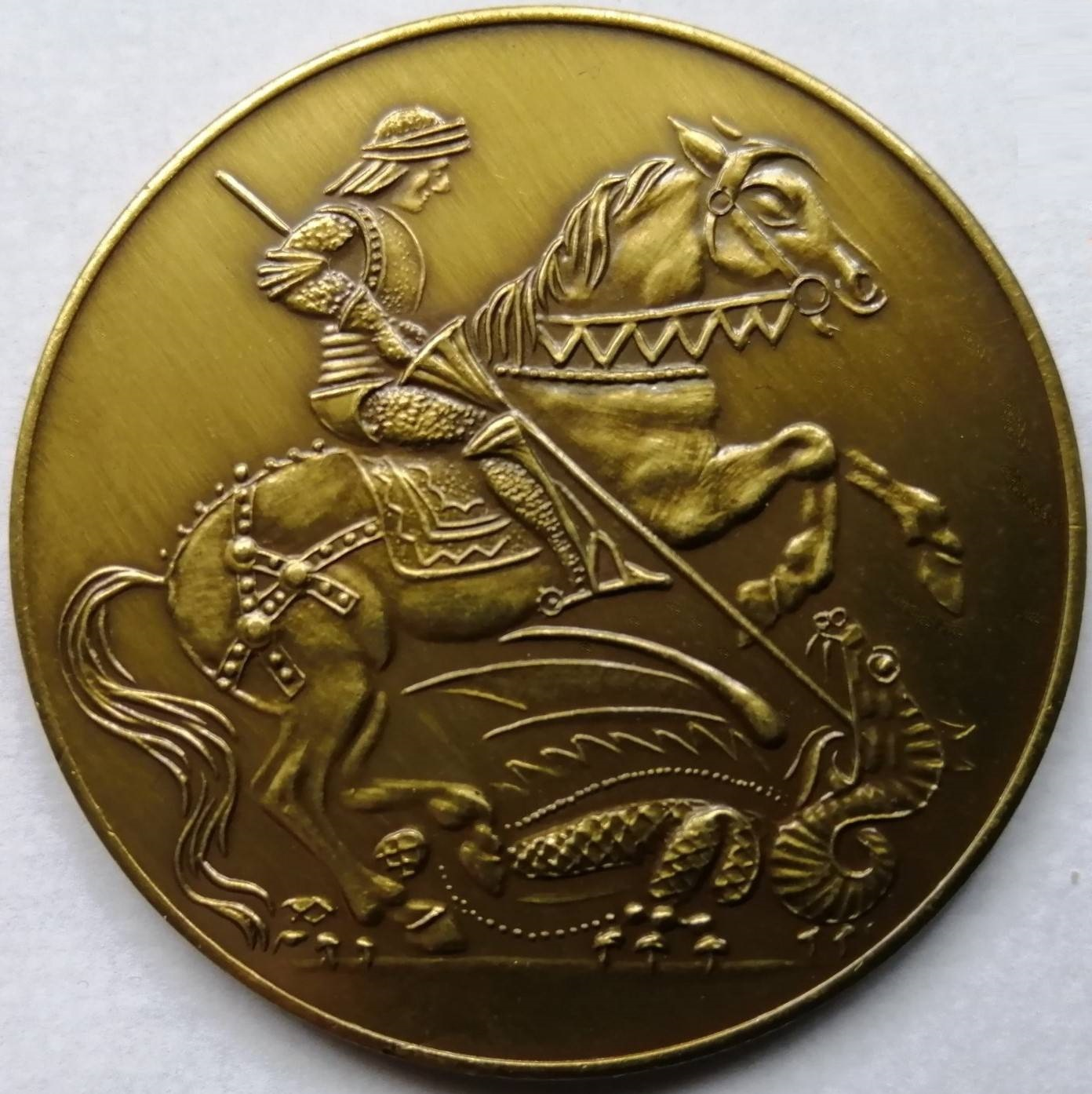
Sankt-Georgs-Medaille, Auszeichnung des Bundesnachrichtendienstes
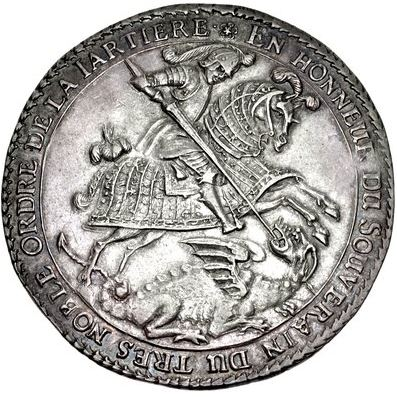
Taler auf die Verleihung des Hosenbandordens und auf das St. Georgenfest (1678), aus der Dresdner Münze
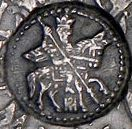
Gegenstempel z. B. auf einem Dreibrüdertaler, einem Schmalkaldischer Bundestaler oder einem Vikariatstaler Johann Georgs I.

## Wirtschaft
Der heilige Georg wurde auch als Schutzmarke verwendet:

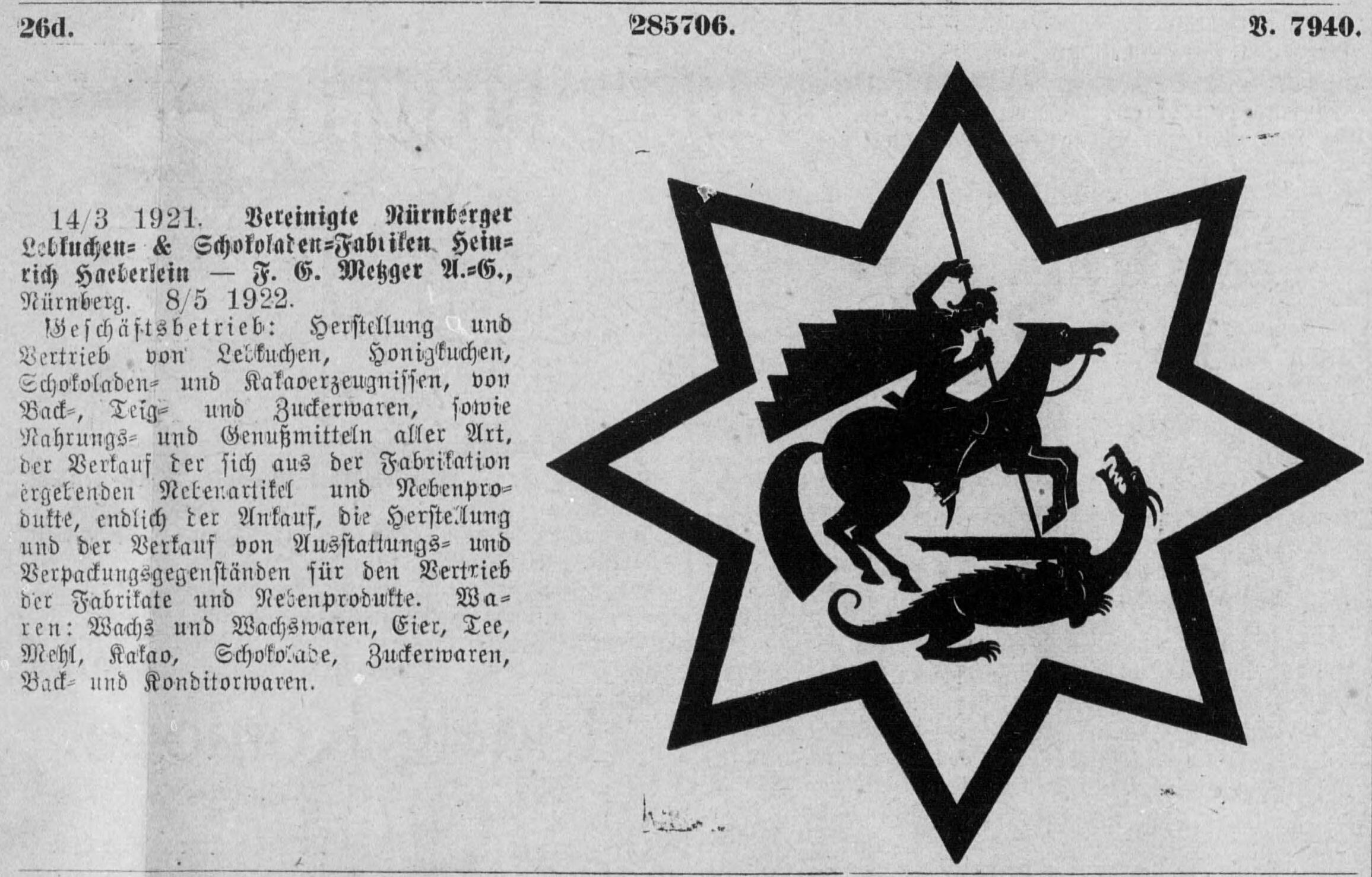
Warenzeichen der Vereinigten Nürnberger Lebkuchen- und Schokoladenfabriken Haeberlein-Metzger AG (1922)

## Organisationen
Als Schutzpatron dient er dem BND, der die Sankt-Georgs-Medaille verleiht und dessen Satellitenprojekt nach Georg benannt hat.